# فرودگاه کاسه‌سه
فرودگاه کاسه‌سه (به انگلیسی: Kasese Airport) یک فرودگاه همگانی، غیرنظامی با کد یاتا KSE است که یک باند فرود سنگفرش دارد و طول باند آن ۱۶۰۰ متر است. این فرودگاه در کشور اوگاندا قرار دارد و در ارتفاع ۹۵۹ متری از سطح دریا واقع شده است.